# Hans-Dieter Niedlich
Hans-Dieter „Nudel“ Niedlich (* 9. März 1940; † 12. Februar 2019) war ein deutscher Basketball-Nationalspieler und Universitätsprofessor.

## Werdegang

### Basketballspieler und -trainer

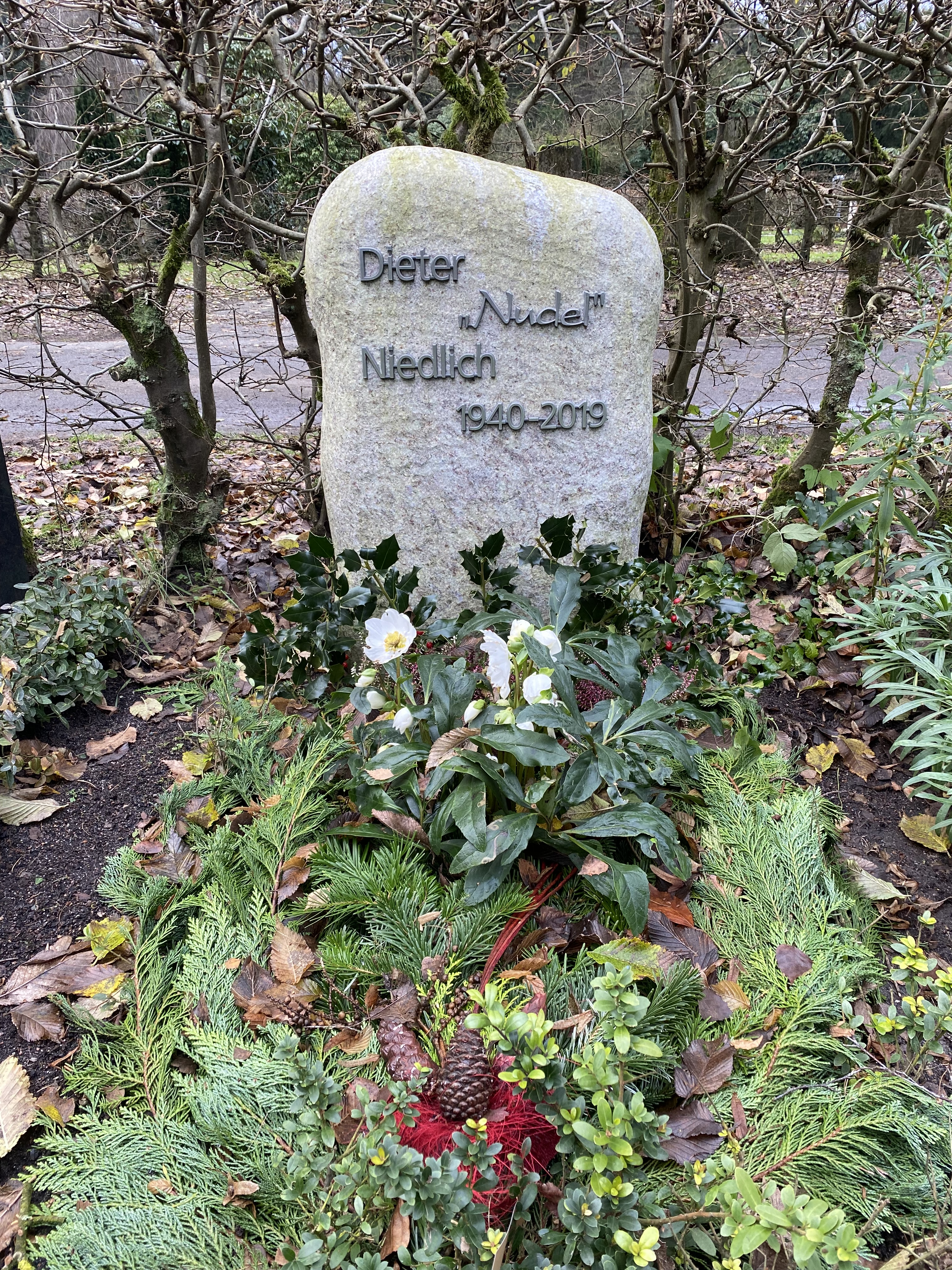
Grabstätte auf dem Friedhof Ohlsdorf

Der 1,76 Meter messende Niedlich spielte ab 1954 für den Oldenburger TB und stieg 1959 mit der Mannschaft in die Oberliga (damals die höchste deutsche Spielklasse) sowie 1966 in die Basketball-Bundesliga auf. Zeitweise spielte er gleichzeitig Fußball beim Verbandsligisten Tura Oldenburg. Ihm wird zugeschrieben, den Basketball in Oldenburg maßgeblich geprägt zu haben. Der Spielmacher absolvierte in den 1960er Jahren Länderspiele für die deutsche A-Nationalmannschaft und fungierte als Kapitän. Er galt als 1965 nahm er an der Europameisterschaft und 1968 am Ausscheidungsturnier für die Olympischen Spiele teil. 1967 ging Niedlich aus beruflichen Gründen nach Hamburg. Das Hamburger Abendblatt bezeichnete ihn im Mai 1968 als „brillianten Techniker und kühlen Taktiker“. Er war Auswahltrainer beim Hamburger Basketball Verband und spielte beim Hamburger Turnerbund von 1862 (HTB). Ende der 1960er Jahre leistete er als Gasttrainer Aufbauhilfe beim neugegründeten SC Rist Wedel. In der Saison 1971/72 spielte Niedlich mit dem Hamburger Turnerbund in der Bundesliga, gleichzeitig trainierte er ab Herbst 1970 die Damen des Hamburger SV in der Bundesliga (zu seinen Spielerinnen dort zählte auch seine Ehefrau). 1972/73 wechselte er beim HTB ins Traineramt der Bundesliga-Herren. Er blieb bis 1973 auf diesem Posten, 1975 wurde er abermals HTB-Trainer. Er führte die Mannschaft 1979 im Trainergespann mit Dietfried Kienast zum Wiederaufstieg in die Bundesliga und hätte sie anschließend auch in der ersten Liga betreuen sollen, gab das Amt aber an Kienast ab, nachdem er sich im Skiurlaub eine schwere Knieverletzung zugezogen hatte. In den 1980er Jahren trainierte er den VfL Pinneberg (in der Regionalliga sowie in der Saison 1984/85 in der 2. Bundesliga). 1986 wechselte er aus Pinneberg zum Eidelstedter SV. Wegen einer Herzoperation Mitte der 1990er Jahre zog sich Niedlich vorerst vom Basketballsport zurück, im Januar 1997 wurde er wieder Co-Trainer des damaligen Zweitligisten BC Johanneum Hamburg, mit dem er ab 1999 in der Bundesliga vertreten war. Kurzzeitig (1998 nach dem Rücktritt von Heiner Zarnack sowie im November 1999 nach der Trennung von Tim Butler) war er bei den Hamburgern auch als Interimstrainer tätig.

### Sportwissenschaftler
Nach seinem Staatsexamen an der Universität Oldenburg promovierte er 1977 bei Hannes Neumann an der TU Braunschweig. Er wurde 1969 von Konrad Paschen als Wissenschaftlicher Mitarbeiter an das Sportinstitut der Universität Hamburg geholt und wegen seiner Verdienste später zum Hochschullehrer für Sportwissenschaft im Arbeitsbereich Bewegung und Training befördert. Er hatte die Professur von 1998 bis 2005 inne. Niedlich war Autor und Mitautor mehrerer Bücher zum Thema Basketball, darunter Standardwerke wie Das Basketball-Handbuch und 100 Taktik-Drills im Basketball. 1993 veröffentlichte er das Handbuch für Baseball.
Hans-Dieter Niedlich verstarb im Alter von 78 Jahren und wurde auf dem Hamburger Friedhof Ohlsdorf beigesetzt. Die Grabstätte liegt im Planquadrat X 6, nordöstlich der Trauerhalle.

## Werke
- mit Clemens Czwalina: Basketball. Teil 1. Grundlagen der Technik. Czwalina, Ahrensburg bei Hamburg 1970 (5. Auflage 1979), ISBN 3-88020-003-3.
- mit Clemens Czwalina: Basketball. Teil 2. Grundlagen der Technik im Bild. Czwalina, Ahrensburg bei Hamburg 1971, DNB 720228530.
- Zum Problem der Elementarisierung des Sportspiels. Ein Beitrag zur Methodik der Spielerziehung am Beispiel des Basketballspiels. Czwalina, Ahrensburg bei Hamburg 1977, ISBN 3-88020-057-2 (Zugl.: Braunschweig, Techn. Univ., Philos. u. Sozialwiss. Fak., Diss., 1977).
- mit Arnd Krüger (Hrsg.): Ursachen der Schulsport-Misere in Deutschland: Festschrift für Professor Konrad Paschen. London: Arena Publ., 1979. ISBN 0-902175-37-8.
- mit Arnd Krüger: 200 neue Basketball-Drills. Hofmann, Schorndorf 1982, ISBN 3-7780-9571-4.
- mit Arnd Krüger: 100 Ballspiel-Fertigkeitstests. Hofmann, Schorndorf 1985, ISBN 3-7780-9811-X.
- 100 Taktik-Drills im Basketball. Hofmann, Schorndorf 1987, ISBN 3-7780-9851-9.
- Handbuch für Baseball. Meyer & Meyer, Aachen 1993, ISBN 3-89124-186-0.
- Streetballtraining. Meyer & Meyer, Aachen 1995, ISBN 3-89124-239-5.
- mit Günter Hagedorn, Gerhard J. Schmidt (Hrsg.): Das Basketball-Handbuch. Offizielles Lehrbuch des Deutschen Basketball-Bundes. Rowohlt, Reinbek 1996, ISBN 3-499-19427-9.